# Элвгинское сельское муниципальное образование
Элвгинское сельское муниципальное образование — сельское поселение в Яшкульском районе Калмыкии. Административный центр и единственный населённый пункт в составе поселения — посёлок Элвг.

## География
Элвгинское СМО расположено в западной части Яшкульского района, в пределах Прикаспийской низменности. В геоморфологическом отношении территория поселения представляет собой слабоволнистую равнину, плавно понижающуюся с запада на восток.
Элвгинское СМО граничит:
- на севере и западе с Улан-Эргинским СМО,
- на юго-востоке и востоке с Гашунским СМО,
- на северо-востоке с Чилгирским СМО.

### Климат
Климат СМО резко континентальный с жарким и очень сухим летом и умеренно холодной и малоснежной зимой. Территория характеризуется значительным показателям суммарной солнечной радиации, выраженным годовым ходом температуры воздуха, небольшим количеством выпадающих осадков (среднегодовое количество - 251 мм). Малое количество осадков в сочетании с высокими температурами обусловливают сухость воздуха и почвы, а, следовательно, и большую повторяемость засух и суховеев. Общее число дней с суховеями составляет 100 - 120 дней.
Гидрография
На территории Элвгинского СМО отсутствуют природные гидрологические объекты, однако территория муниципального образования изрезана сетью каналов Черноземельской оросительно-обводнительной системы.
Почвы
Почвы формируются на молодых породах каспийской морской толщи и поэтому отличаются высокой остаточной засоленностью. На территории Элвгинского СМО получили развитие бурые полупустынные солонцеватые слабоэродированные супесчаные и песчаные почвы, солонцы полупустынные
мелкие и средние.

## Население
| 2002 | 2010 | 2011 | 2012 | 2013 | 2014 | 2015 |
| ---- | ---- | ---- | ---- | ---- | ---- | ---- |
| 331  | ↘287 | ↗289 | ↘282 | ↘273 | ↘254 | ↘253 |
| 2016 | 2017 | 2018 | 2019 | 2020 | 2021 |      |
| ↘249 | ↗253 | ↘247 | ↘230 | ↗238 | ↗249 |      |

На начало 2012 г. население сельского поселения составляло 298 человек. Динамика численности населения зависит прежде всего от интенсивности миграционного оттока населения.

### Национальный состав
Большинство населения составляют калмыки (77,5 %), русские (9,4 %), даргинцы (5,3 %) .

## Состав сельского поселения
В состав сельского поселения входит один населённый пункт.

## Экономика
Структура экономики Элвгинского СМО имеет моноотраслевой характер. В настоящее время основная часть территории СМО используется для сельскохозяйственного производства. Основной отраслью сельского хозяйства рассматриваемой территории является растениеводство.

## Транспортная инфраструктура
Территорию поселения пересекает автодорога Улан-Эрге - Чилгир.